# Hronské Kosihy
Hronské Kosihy (ungarisch Garamkeszi) ist eine Gemeinde im Westen der Slowakei mit 790 Einwohnern (Stand 31. Dezember 2024), die zum Okres Levice, einem Teil des Nitriansky kraj, gehört.

## Geographie
Die Gemeinde befindet sich im Osten des slowakischen Donautieflands im Tal des Baches Čajkovský potok im Einzugsgebiet des Perec beziehungsweise Hron. Das Ortszentrum liegt auf einer Höhe von 170 m n.m. und ist jeweils sechs Kilometer von Levice und Tlmače entfernt.
Nachbargemeinden sind Čajkov im Norden, Nová Dedina im Osten, Podlužany und auf einem kurzen Stück Hronské Kľačany im Süden, Starý Tekov im Südwesten, Veľké Kozmálovce im Westen und Rybník im Nordwesten.

## Geschichte
Hronské Kosihy wurde zum ersten Mal 1294 als Kezw schriftlich erwähnt und war anfangs Besitz des Landadels aus Kálna sowie zwischen 1388 und 1848 der Herrschaft Lewenz, deshalb ist die Geschichte in diesem Zeitraum mit der Burg Lewenz beziehungsweise der Herrschaft verbunden. 1601 standen 45 Häuser im Ort, 1715 gab es 15 Steuerzahler, 1828 zählte man 74 Häuser und 499 Einwohner, die als Landwirte beschäftigt waren.
Bis 1918 gehörte der im Komitat Bars liegende Ort zum Königreich Ungarn und kam danach zur Tschechoslowakei beziehungsweise heute Slowakei.

## Bevölkerung
| Jahr                | 1994 | 2004    | 2014    | 2024     |
| ------------------- | ---- | ------- | ------- | -------- |
| Anzahl der Personen | 660  | 670     | 679     | 790      |
| Unterschied         |      | +1,51 % | +1,34 % | +16,34 % |

| Jahr                | 2023 | 2024    |
| ------------------- | ---- | ------- |
| Anzahl der Personen | 792  | 790     |
| Unterschied         |      | −0,25 % |

Nach der Volkszählung 2011 wohnten in Hronské Kosihy 662 Einwohner, davon 638 Slowaken, sieben Magyaren, vier Tschechen, zwei Polen und ein Rom. 10 Einwohner machten keine Angabe zur Ethnie.
588 Einwohner bekannten sich zur römisch-katholischen Kirche, zwei Einwohner zu den Brethren, zur Evangelischen Kirche A. B. und zur reformierten Kirche, jeweils ein Einwohner zu den Mormonen, zur jüdischen Gemeinde und zur tschechoslowakischen hussitischen Kirche und ein Einwohner zu einer anderen Konfession. 45 Einwohner waren konfessionslos und bei 19 Einwohnern wurde die Konfession nicht ermittelt.

## Bauwerke

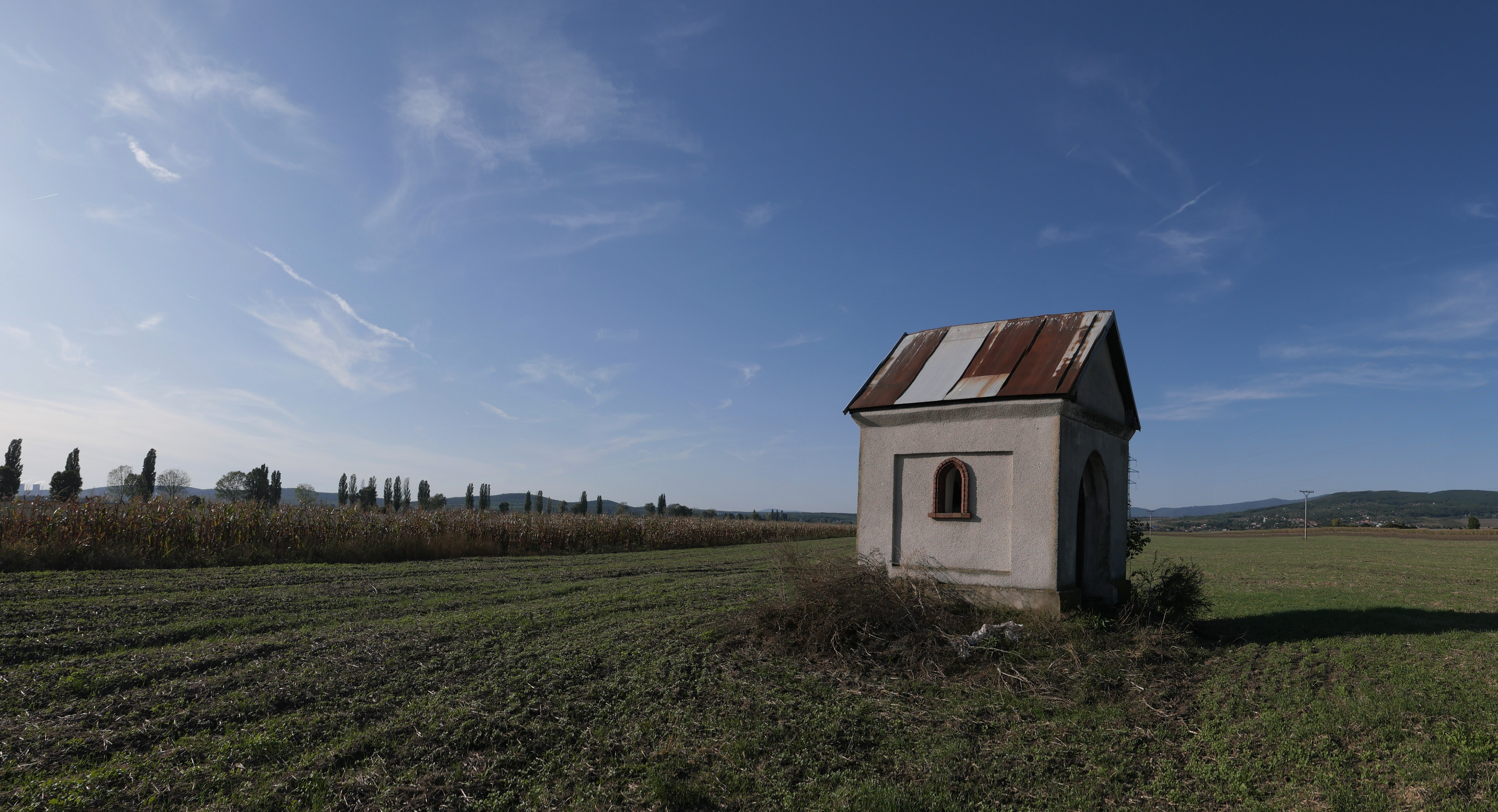
Die Koháry-Kapelle

- römisch-katholische Jakobskirche im klassizistischen Stil aus dem späten 18. Jahrhundert[6]
- Koháry-Kapelle aus dem Jahr 1714, als Denkmal an die Türkenkriege